# SEK Studio
SEK Studio (abreviação de Scientific Education Korea) é um estúdio de animação norte-coreano com sede em Pyongyang.

## História
O estúdio iniciou suas operações em setembro de 1957, como 4.26아동영화촬영소 (lit. Estúdio de Filme Infantil 4.26). Por volta de 1985, começou a terceirizar a animação para a televisão europeia. Foi registrado como SEK Studio, que significa Scientific Educational Korea, em 1997, para participar de um festival de animação internacional. A SEK Studio participou da "Shijiazhuang International Animation Exhibition" em 30 de setembro de 2014. Desde 2010, a SEK tem contratos com muitos estúdios de animação na China e terceirizados em séries de TV chinesas, animações para a web, gráficos de jogos e comerciais. A SEK está atualmente desenvolvendo projetos de grande escala com empresas de animação chinesas. Trata-se de uma série animada para web que será produzida no país.

## Tamanho corporativo
Em seu pico no início dos anos 2000, a SEK empregava mais de 1.600 funcionários e supostamente animava até sessenta filmes por ano. Existem onze equipes de produção de animação na SEK; nove são responsáveis pela subcontratação de animações no exterior e as outras duas produzem animações nacionais. De acordo com a Animation Career Review, a SEK é o 85º estúdio de animação mais influente de todos os tempos. A equipe do estúdio é principalmente da Pyongyang Art Academy, e a SEK estabeleceu um instituto de treinamento de animação para ensinar jovens estudantes. Em 2014, a SEK cooperou com empresas chinesas para estabelecer um escritório em Pequim. Também investiu setenta mil dólares em empresas chinesas.

## Serviços de animação
A SEK subcontratou mais de 250 animações estrangeiras. Trabalham principalmente na subcontratação de animação russa, italiana, francesa, espanhola e chinesa. Animação estadunidense é terceirizada de forma indireta.
A SEK trabalhou em várias séries animadas com a Mondo TV, incluindo Pocahontas: Princess of the American Indians e Simba the King Lion.

## Na cultura popular
O animador e cartunista canadense Guy Delisle documentou suas experiências enquanto trabalhava na SEK em sua história em quadrinhos Pyongyang: A Journey in North Korea.